# CINAES
CINAES fou una cadena de distribució i exhibició cinematogràfica, fundada l'any 1928 a Barcelona, pel comerciant Vicenç Montal Comelles i el banquer Ernesto Carpi Gentilli.

## Història
El 28 de juliol de 1928, es constituí a Barcelona la societat Cinematográfica Nacional Española Sociedad Anónima (CINAES). Fou fundada pel comerciant Vicenç Montal Comelles i el banquer Ernesto Carpi Gentilli. També en foren fundadors i membres del Consell d'Administració, Mariano de Foronda y González-Villarino (primer president), l’excapità general de Catalunya Emilio Barrera (segon president), i gent del món cinematogràfic com ara Joan Verdaguer i Mota, Joaquim Cabot i Rovira, Pedro Sacrest Dusol, Eduard Vilaseca i Marín, Josep de Caralt i Sala, Antonio Ledesma Álvaro, i Abelard Trilla i Balagué.
El patrimoni de la CINAES el constituïen algunes sales d’exhibició de propietat, més les aportacions respectives de tres empreses: Vilaseca y Ledesma. Cinematógrafos y Películas; Cinematogràfica Verdaguer, i Tívoli, que es fusionaren el 3 d’octubre de 1931 i formaren la CINAES, amb Alejandro Campa com a conseller delegat. Les aportacions consistiren en material tècnic, cines i teatres, drets en exclusiva de cases nord-americanes i films en distribució. Els locals de la CINAES consistien en sales d'exhibició, propietat de la societat, i sales d'exhibició sota control o arrendament de programació. A partir de setembre del 1928, ja s'anunciava a la premsa, com ara en el diari Las Noticias, on l'any següent seria novament anunciat amb el logotip de la marca. Tres mesos més tard, gestionava vint-i-set sales i a principis del 1929, trenta-nou a Barcelona ciutat, d’un total de vuitanta locals. Aquesta potència exhibidora feu reaccionar la resta, que es constituïren en Agrupació d’Empresaris de Catalunya.
El projecte CINAES anà més enllà de l’explotació i exhibició, i també produí films, subministrà material educatiu, tingué cura de la selecció dels títols, es distingí en el terreny de la publicitat i la propaganda cinematogràfiques, comercialitzà projectors i, fins i tot, fabricà pel·lícula verge. Creà sessions dedicades a la infància (1928-35); al cinema científic, documental i de reportatge (1931-32, de vegades amb rètols en català); de caràcter benèfic per a hospitals, orfenats i asils (1930-33); de caràcter moral amb aprovació eclesiàstica (1931) i, finalment, els Studio CINAES, on es presentaren obres mestres de la cinematografia mundial o d’alt interès temàtic (1930-34). Tot un ambiciós programa que no arribà a materialitzar-se del tot, ja que el creixement i l’evolució del negoci cinematogràfic generà noves empreses que s'independitzaren de CINAES. Finalment, desaparegué el 24 de setembre de 1935.